# 埃尔佩拉尔
埃尔佩拉尔，是西班牙卡斯蒂利亚-拉曼恰昆卡省的一个市镇。总面积86平方公里，总人口718人（2001年），人口密度8人/平方公里。